# Vlag van Transkei

Vlag van Transkei (1966–1994)

De vlag van Transkei werd voor het eerst officieel gehesen op 20 mei 1966. Het rood-oker in de vlag is afgeleid van de kleur van de grond of "Im-bola" waaruit traditionele hutten worden gebouwd. Het is ook de kleur van traditionele dekens, terwijl wit staat voor vrede en het groen staat voor de glooiende heuvels van het platteland, dat belangrijk grasland biedt voor vee dat een belangrijke rol speelt in de Xhosacultuur.
Op 27 april 1994 werd Transkei, samen met de negen andere thuislanden, herenigd met Zuid-Afrika. Hiermee verviel de vlag.

## Verwante afbeeldingen

Het wapen van Transkei